# Чархин
Чархин (узб. Charxin/Чархин) — городской посёлок в Пастдаргомском районе Самаркандской области Узбекистана.

## История
Статус посёлка городского типа — с 1978 года. В посёлке расположена железнодорожная станция Улугбек (на линии Самарканд — Мароканд).

## Население
| 1979 | 1989   | 2003   |
| ---- | ------ | ------ |
| 8394 | 11 155 | 13 300 |